# Đại học Comenius
Đại học Comenius tại Bratislava (tiếng Slovakia: Univerzita Komenského v Bratislave) là trường đại học lớn nhất ở Slovakia, với hầu hết các khoa của nó nằm ở Bratislava. Trường được thành lập vào năm 1919, ngay sau khi thành lập Tiệp Khắc. Trường được đặt tên theo Jan Amos Comenius, một giáo sư và nhà triết học thế kỷ 17 của Séc.
Trong năm 2006, Đại học Comenius có hơn 30 nghìn sinh viên và 2000 giảng viên. Như hầu hết các trường đại học ở Slovakia, nó chủ yếu được tài trợ bởi chính phủ. Mặc dù đã có kế hoạch thành lập học phí cho sinh viên trường đại học ở Slovakia trong nhiều năm, một cố gắng không để được hỗ trợ đầy đủ trong quốc hội tháng năm 2005.

## Lịch sử
Trường Đại học Comenius được thành lập vào năm 1919 với sự giúp đỡ từ trường đại học cũ, Đại học Praha. Trường được lập để thay thế Đại học Elisabeth trước đây đã được đặt tại Bratislava kể từ năm 1912 vì sau đó đã bị buộc phải giải tán vào năm 1919 bởi Samuel Zoch, đặc mệnh toàn quyền župan của Slovakia, cùng với các đe dọa của khoa. Điều này đã kiến phần lớn các giáo sư của trường đại học (và một số sinh viên) phải lánh nạn ở Budapest, nơi mà trường đại học đã được tái lập. Nó đã được sau đó chuyển đến Pécs và đổi tên thành Đại học Pécs. Cuộc đàn áp trước đây đối với các trụ cột giáo dục (chủ yếu là Hungary) ở Bratislava này đòi hỏi phải tuyển dụng của các viện sĩ hàn lâm Séc. Do đó nhiều giáo sư của trường đại học mới thành lập, bao gồm Hiệu trưởng đầu tiên của mình, Giáo sư MUDr. Kristian Hynek, là người Séc, do Slovakia tại thời điểm đó không có người nói tiếng Slovak có đủ học vấn để có thể làm giảng viên. Mặc dù nhân sự, tài chính, và những khó khăn không gian, các trường đại học phát triển các chương trình nghiên cứu và giảng dạy. Khoa Y học đã mở ra vào năm 1919, và đã nhanh chóng theo sau là Khoa Luật và Triết học năm 1921. Khoa Triết học, bên cạnh việc cung cấp các chương trình trong khoa học xã hội và nhân văn, đào tạo giáo viên rất cần thiết cho các trường trung học của Slovakia.
Năm 1937, một tòa nhà trường đại học mới cho các Khoa Luật và Triết học đã được mở ra ở trung tâm của Bratislava. Tòa nhà bao gồm Aula (hội trường) được sử dụng cho các nghi lễ tốt nghiệp và các chức năng chính thức khác.
Trong chiến tranh thế giới thứ II, Slovakia đã trở thành danh nghĩa là một nước cộng hòa, nhưng đã thực sự dưới sự thống trị của Đức Quốc xã. Chính phủ đã làm giảm quyền tự do học tập tại trường đại học, và các giáo sư Séc đã bị buộc. Trường đại học được đổi tên thành Đại học Slovakia vào năm 1939, mặc dù tên ban đầu là phục hồi vào năm 1954. Khoa Khoa học đã được khai trương vào năm 1940 và Khoa Thần học Công giáo La Mã được thành lập vào năm 1941. Một thời gian ngắn sau chiến tranh, năm 1948, những người cộng sản lên nắm quyền ở Tiệp Khắc, thực thi các hệ tư tưởng của chủ nghĩa Mác-Lênin ở các trường đại học Tiệp Khắc, và hủy bỏ quyền tự do học thuật. Khoa Thần học Công giáo La Mã đã được thực hiện dưới sự kiểm soát trực tiếp của Bộ Giáo dục.
Tuy nhiên, các trường đại học tiếp tục phát triển, và khoa mới được thành lập (chủ yếu là phân chia các khoa hiện có):
- Khoa Giáo dục vào năm 1946,
- Khoa Dược năm 1952,
- Khoa Giáo dục Thể chất và Thể thao vào năm 1960,
- Khoa Y khoa Martin vào năm 1969, và
- Khoa Toán học và Vật lý vào năm 1980.

Sau khi "cuộc cách mạng Nhung" vào năm 1989, trường đại học đã tạo ra một chính phủ tự trị dân chủ, và các khóa học bắt buộc trên hệ tư tưởng Mác-xít đã bị bãi bỏ. Công giáo La Mã khoa thần học và khoa thần học Tin Lành đã tham gia các trường đại học.
Việc chuyển đổi của Slovakia sang một nền kinh tế thị trường tạo ra một nhu cầu cho các chuyên gia trong quản lý và khoa học tài chính. Kết quả là, các trường đại học thành lập Khoa Quản trị năm 1991 và Khoa Khoa học Xã hội và Kinh tế vào năm 2002. Năm 2000, hệ thống tín dụng châu Âu chuyển giao được thực hiện để cải thiện tính di động của học sinh.